# August von Fligely
August von Fligely  (26 septembre 1810 – 12 avril 1879) est un général, géographe et cartographe austro-hongrois. Pionnier dans la mesure par triangulation, il a fourni des cartes de qualité lors de la troisième campagne de mesure du territoire austro-hongrois. Il fut directeur de l'institut géographique militaire à Vienne de 1854 à 1872. 
Le point le plus septentrional d'Europe, le cap Fligely, porte son nom. 

## Source
- (en) Cet article est partiellement ou en totalité issu de l’article de Wikipédia en anglais intitulé « August von Fligely » (voir la liste des auteurs).